# Paul Poirier
Paul Poirier (ur. 6 listopada 1991 w Ottawie) – kanadyjski łyżwiarz figurowy, startujący w parach tanecznych z Piper Gilles. Trzykrotny uczestnik igrzysk olimpijskich (2010, 2018, 2022), wicemistrz (2024) i dwukrotny brązowy medalista mistrzostw świata (2021, 2023), mistrz (2024) dwukrotny wicemistrz (2014, 2020) czterech kontynentów, brązowy medalista finału Grand Prix (2010) oraz czterokrotny mistrz Kanady (2011, 2020, 2022, 2024).

## Życie prywatne
Paul Poirier urodził się w Ottawie w prowincji Kanady Ontario. Jego rodzicami są Debra Mendes de Franca i Marc Poirier. Ma brata Davida (ur. 1998), który trenował hokej na lodzie. W 2015 roku ukończył lingwistykę na University of Toronto z tytułem licencjata (ang. bachelor's dergree), a następnie podjął studia magisterskie na tym samym kierunku.

## Kariera

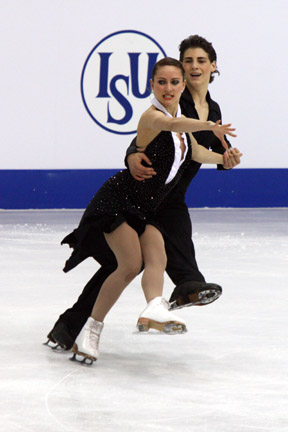
Crone i Poirier podczas występu na mistrzostwach świata juniorów 2008

### Kariera juniorska
Paul Poirier debiutował w zawodach juniorów młodszych w kategorii par tanecznych z Vanessą Crone. Para rozpoczęła wspólną jazdę w maju 2001 roku. Wspólnie zostali zarówno mistrzami Kanady juniorów młodszych jak i juniorów. W sezonie 2007/08 zostali wicemistrzami świata juniorów oraz wygrali dwa zawody z cyklu Junior Grand Prix w Chorwacji i Rumunii. W finale Junior Grand Prix zajęli czwarte miejsce. W tym samym czasie debiutowali w seniorskich mistrzostwach Kanady, gdzie także zajęli miejsce tuż za podium.

### Kariera seniorska
W latach 2008–2011 Poirier i Crone występowali w zawodach międzynarodowych w kategorii seniorów. Regularnie stawali na podium zawodów z cyklu Grand Prix i mistrzostwach Kanady. W sezonie 2009/10 zadebiutowali na Zimowych Igrzyskach Olimpijskich 2010 w Vancouver. Na zawodach olimpijskich zajęli 15. miejsce w tańcu obowiązkowym, 17. miejsce w tańcu oryginalnym i 12. miejsce w tańcu dowolnym co pozwoliło im osiągnąć notę łączną 164.60 pkt i dało ostatecznie 14. miejsce. W sezonie 2010/11 wygrali Skate Canada International i zakwalifikowali się do finału Grand Prix w Pekinie, gdzie wygrali brązowy medal. Pod nieobecność pretendentów do tytułu krajowego, pary Virtue / Moir, to Poirier i Crone zostali mistrzami Kanady. Ich ostatnim wspólnym występem były mistrzostwa świata w Moskwie, gdzie zajęli 10. miejsce. Para ogłosiła rozstanie 2 czerwca 2011 roku, po 10 latach wspólnej kariery.
Po zakończeniu jazdy z Crone, Poirier skontaktował się z amerykańską łyżwiarką Piper Gilles, która szukała partnera od ponad roku. Po odbyciu wspólnych prób, szybko podjęli decyzję o podjęciu współpracy w lipcu 2011 r. Oznaczało to dla nich utratę szansy na starty w zawodach międzynarodowych w sezonie 2011/12, gdyż Gilles jako Amerykanka nie miała odpowiednich kwalifikacji do reprezentowania Kanady. Zadebiutowali na mistrzostwach Kanady w 2012 r. zajmując bardzo dobre trzecie miejsce za duetami Virtue/Moir oraz Weaver/Poje. Ich celem był start na Zimowych Igrzyskach Olimpijskich 2014 w Soczi, dlatego Piper Gilles rozpoczęła ubieganie się o obywatelstwo kanadyjskie, które otrzymała 17 grudnia 2013 r.. Styl jazdy Gilles i Poirier był od początku bardzo oryginalny. Wybierają oni wyjątkowe melodie i często niebanalne aranżacje swoich tańców np. rezygnując z najczęściej prezentowanych stylów tańca.
W sezonie 2012/13 Gilles i Poirier zadebiutowali w zawodach Grand Prix i wygrali U.S. Classic. W sezonie 2013/14 nie udało im się zakwalifikować na Zimowe Igrzyska Olimpijskie 2014, gdyż zajęli dopiero czwarte miejsce na mistrzostwach Kanady. Zdołali za to wejść do najlepszej dziesiątki par tanecznych na mistrzostwach świata oraz zdobyli srebro na mistrzostwach czterech kontynentów. W latach 2014–2017 regularnie stawali na podium zawodów z cyklu Grand Prix oraz zajmowali lokaty w pierwszej dziesiątce najlepszych par tanecznych na mistrzostwach świata i czterech kontynentów. W 2014 r. zajęli piąte miejsce w finale Grand Prix.
W sezonie olimpijskim 2017/18 zajęli drugie miejsce na mistrzostwach Kanady i uzyskali kwalifikację na Zimowe Igrzyska Olimpijskie 2018 w Pjongczangu. Na zawodach olimpijskich zaprezentowali oryginalny taniec krótki do rytmów mambo i bossa novy oraz taniec dowolny inspirowany filmem James Bond. Ostatecznie w swoim debiucie olimpijskim zajęli ósme miejsce.

## Osiągnięcia

### Pary taneczne

#### Z Piper Gilles
| Zawody                           | 11–12          | 12–13          | 13–14          | 14–15          | 15–16          | 16–17          | 17–18          | 18–19          | 19–20          | 20–21          | 21–22          | 22–23          | 23–24          |                |                |                |                |
| Międzynarodowe                   | Międzynarodowe | Międzynarodowe | Międzynarodowe | Międzynarodowe | Międzynarodowe | Międzynarodowe | Międzynarodowe | Międzynarodowe | Międzynarodowe | Międzynarodowe | Międzynarodowe | Międzynarodowe | Międzynarodowe | Międzynarodowe | Międzynarodowe | Międzynarodowe | Międzynarodowe |
| -------------------------------- | -------------- | -------------- | -------------- | -------------- | -------------- | -------------- | -------------- | -------------- | -------------- | -------------- | -------------- | -------------- | -------------- | -------------- | -------------- | -------------- | -------------- |
| Zimowe igrzyska olimpijskie      |                |                |                |                |                |                | 8              |                |                |                | 7              |                |                |                |                |                |                |
| Mistrzostwa świata               |                | 18             | 8              | 6              | 8              | 8              | 6              | 7              | C              | 3              | 5              | 3              | 2              |                |                |                |                |
| Mistrzostwa czterech kontynentów |                | 5              | 2              | 4              | 5              | 6              |                | 3              | 2              |                |                |                | 1              |                |                |                |                |
| GP Finał Grand Prix              |                |                |                | 5              |                |                |                |                | 5              |                |                | 1              | 3              |                |                |                |                |
| GP Cup of China                  |                |                |                |                |                |                |                |                |                |                |                |                | 1              |                |                |                |                |
| GP Grand Prix Espoo              |                |                | 5              |                |                |                |                |                |                |                |                | 1              |                |                |                |                |                |
| GP Internationaux de France      |                | 6              |                | 2              | 2              | 3              |                | 3              |                |                | 2              |                |                |                |                |                |                |
| GP NHK Trophy                    |                |                | 5              |                |                |                |                |                |                |                |                |                |                |                |                |                |                |
| GP Rostelecom Cup                |                |                | 6              |                |                |                | 4              |                | 2              |                |                |                |                |                |                |                |                |
| GP Skate America                 |                |                |                |                | 3              |                | 4              |                |                |                |                |                |                |                |                |                |                |
| GP Skate Canada International    |                | 4              |                | 2              |                | 3              |                | 3              | 1              |                | 1              | 1              | 1              |                |                |                |                |
| CS Autumn Classic International  |                |                |                | 2              |                |                | 3              |                | 1              |                |                |                |                |                |                |                |                |
| CS Golden Spin Zagrzeb           |                |                |                |                |                |                |                | 1              |                |                |                |                |                |                |                |                |                |
| CS Memoriał Ondreja Nepeli       |                |                |                |                | 1              |                |                |                |                |                |                |                |                |                |                |                |                |
| CS Nebelhorn Trophy              |                |                |                |                |                | 3              |                | 1              |                |                |                |                |                |                |                |                |                |
| U.S. International Classic       |                | 1              |                |                |                |                |                |                |                |                |                |                |                |                |                |                |                |
| Krajowe                          |                |                |                |                |                |                |                |                |                |                |                |                |                |                |                |                |                |
| Mistrzostwa Kanady               | 3              | 2              | 4              | 2              | 2              | 3              | 2              | 2              | 1              | C              | 1              | WD             | 1              |                |                |                |                |
| SC Challenge                     | 1              |                |                |                |                |                |                |                |                |                |                |                |                |                |                |                |                |

#### Z Vanessą Crone

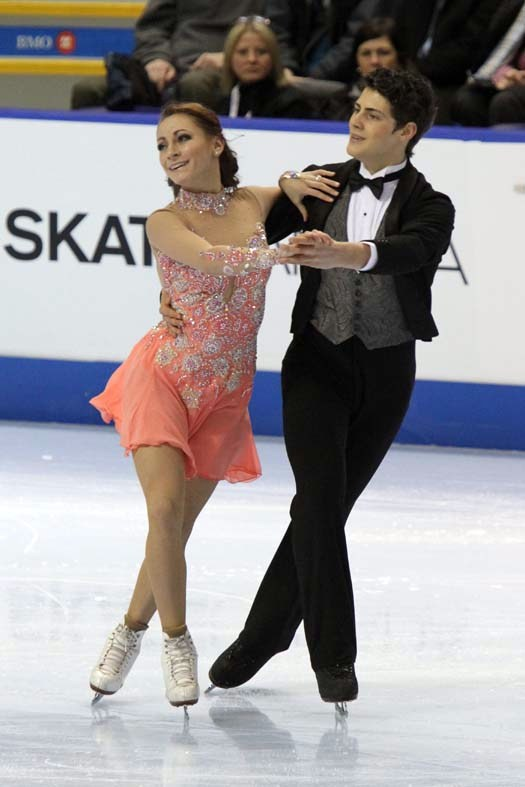
Crone i Poirier na mistrzostwach Kanady 2011

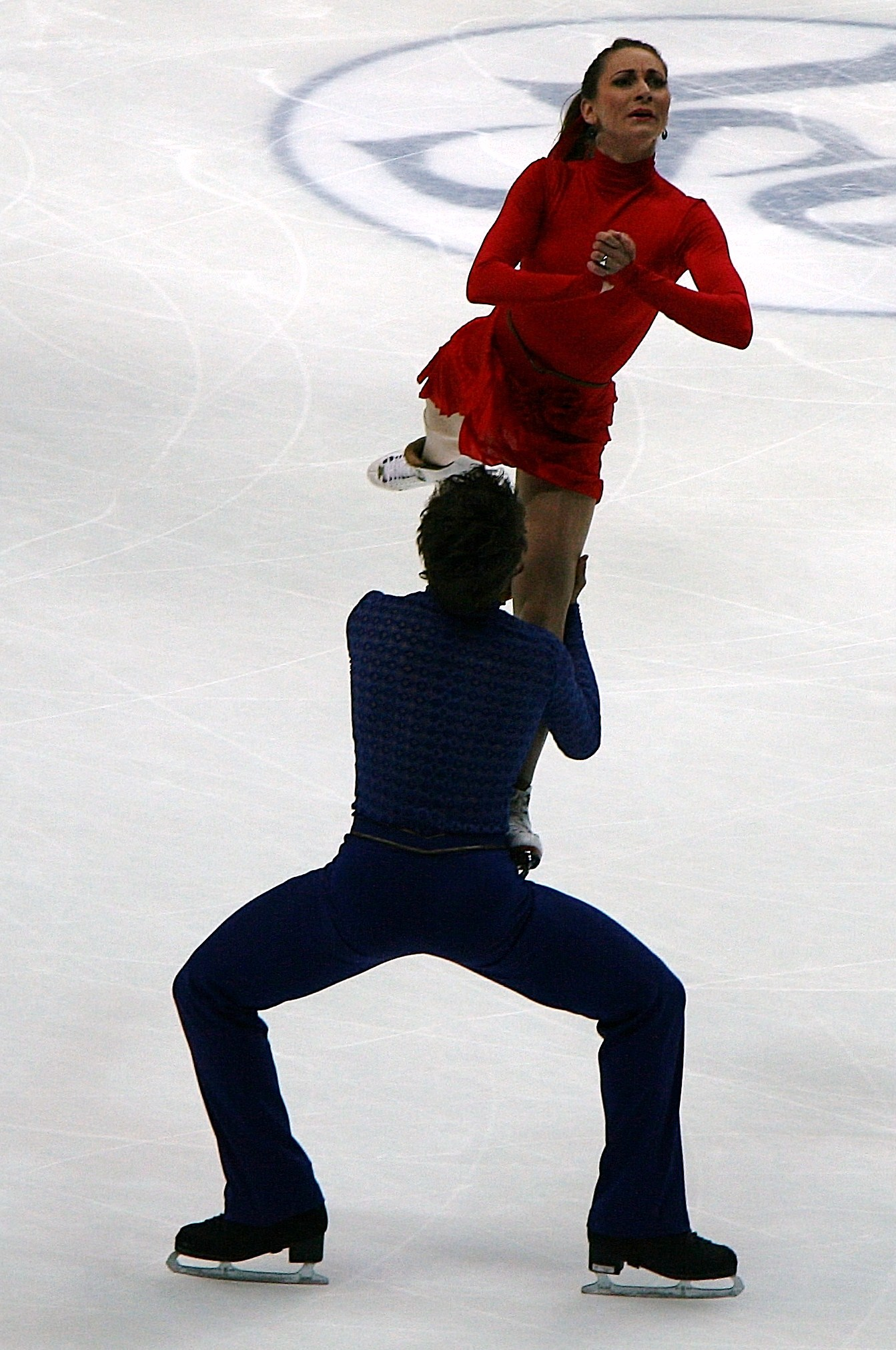
Crone i Poirier na mistrzostwach czterech kontynentów 2011

| Zawody                                | 03–04          | 04–05          | 05–06          | 06–07          | 07–08          | 08–09          | 09–10          | 10–11          |                |                |                |                |                |                |                |                |                |
| Międzynarodowe                        | Międzynarodowe | Międzynarodowe | Międzynarodowe | Międzynarodowe | Międzynarodowe | Międzynarodowe | Międzynarodowe | Międzynarodowe | Międzynarodowe | Międzynarodowe | Międzynarodowe | Międzynarodowe | Międzynarodowe | Międzynarodowe | Międzynarodowe | Międzynarodowe | Międzynarodowe |
| ------------------------------------- | -------------- | -------------- | -------------- | -------------- | -------------- | -------------- | -------------- | -------------- | -------------- | -------------- | -------------- | -------------- | -------------- | -------------- | -------------- | -------------- | -------------- |
| Igrzyska olimpijskie                  |                |                |                |                |                |                | 14             |                |                |                |                |                |                |                |                |                |                |
| Mistrzostwa świata                    |                |                |                |                |                | 12             | 7              | 10             |                |                |                |                |                |                |                |                |                |
| Mistrzostwa czterech kontynentów      |                |                |                |                |                | 4              |                | 3              |                |                |                |                |                |                |                |                |                |
| GP Finał Grand Prix                   |                |                |                |                |                |                | 6              | 3              |                |                |                |                |                |                |                |                |                |
| GP NHK Trophy                         |                |                |                |                |                |                | 3              |                |                |                |                |                |                |                |                |                |                |
| GP Rostelecom Cup                     |                |                |                |                |                |                | 4              |                |                |                |                |                |                |                |                |                |                |
| GP Skate America                      |                |                |                |                |                |                |                | 2              |                |                |                |                |                |                |                |                |                |
| GP Skate Canada International         |                |                |                |                |                | 2              |                | 1              |                |                |                |                |                |                |                |                |                |
| GP Trophée Eric Bompard               |                |                |                |                |                | 4              |                |                |                |                |                |                |                |                |                |                |                |
| Międzynarodowe: Kategorie młodzieżowe |                |                |                |                |                |                |                |                |                |                |                |                |                |                |                |                |                |
| Mistrzostwa świata juniorów           |                |                |                | 9              | 2              |                |                |                |                |                |                |                |                |                |                |                |                |
| JGP Finał                             |                |                |                |                | 4              |                |                |                |                |                |                |                |                |                |                |                |                |
| JGP w Andorze                         |                |                | 7              |                |                |                |                |                |                |                |                |                |                |                |                |                |                |
| JGP w Chorwacji                       |                |                |                |                | 1              |                |                |                |                |                |                |                |                |                |                |                |                |
| JGP w Norwegii                        |                |                |                | 3              |                |                |                |                |                |                |                |                |                |                |                |                |                |
| JGP w Rumunii                         |                |                |                |                | 1              |                |                |                |                |                |                |                |                |                |                |                |                |
| JGP na Tajwanie                       |                |                |                | 5              |                |                |                |                |                |                |                |                |                |                |                |                |                |
| Krajowe                               |                |                |                |                |                |                |                |                |                |                |                |                |                |                |                |                |                |
| Mistrzostwa Kanady                    | 12 N           | 1 N            | 6 J            | 1 J            | 4              | 2              | 2              | 1              |                |                |                |                |                |                |                |                |                |

### Soliści
| Zawody                                | 05–06                                 | 06–07                                 | 07–08                                 | 08–09                                 |                                       |                                       |                                       |                                       |                                       |                                       |                                       |                                       |                                       |                                       |                                       |                                       |                                       |                                       |
| Międzynarodowe: Kategorie młodzieżowe | Międzynarodowe: Kategorie młodzieżowe | Międzynarodowe: Kategorie młodzieżowe | Międzynarodowe: Kategorie młodzieżowe | Międzynarodowe: Kategorie młodzieżowe | Międzynarodowe: Kategorie młodzieżowe | Międzynarodowe: Kategorie młodzieżowe | Międzynarodowe: Kategorie młodzieżowe | Międzynarodowe: Kategorie młodzieżowe | Międzynarodowe: Kategorie młodzieżowe | Międzynarodowe: Kategorie młodzieżowe | Międzynarodowe: Kategorie młodzieżowe | Międzynarodowe: Kategorie młodzieżowe | Międzynarodowe: Kategorie młodzieżowe | Międzynarodowe: Kategorie młodzieżowe | Międzynarodowe: Kategorie młodzieżowe | Międzynarodowe: Kategorie młodzieżowe | Międzynarodowe: Kategorie młodzieżowe | Międzynarodowe: Kategorie młodzieżowe |
| ------------------------------------- | ------------------------------------- | ------------------------------------- | ------------------------------------- | ------------------------------------- | ------------------------------------- | ------------------------------------- | ------------------------------------- | ------------------------------------- | ------------------------------------- | ------------------------------------- | ------------------------------------- | ------------------------------------- | ------------------------------------- | ------------------------------------- | ------------------------------------- | ------------------------------------- | ------------------------------------- | ------------------------------------- |
| JGP we Francji                        |                                       |                                       |                                       | 10                                    |                                       |                                       |                                       |                                       |                                       |                                       |                                       |                                       |                                       |                                       |                                       |                                       |                                       |                                       |
| Krajowe                               |                                       |                                       |                                       |                                       |                                       |                                       |                                       |                                       |                                       |                                       |                                       |                                       |                                       |                                       |                                       |                                       |                                       |                                       |
| Mistrzostwa Kanady                    | 5 N                                   | 3 N                                   | 2 J                                   | 11                                    |                                       |                                       |                                       |                                       |                                       |                                       |                                       |                                       |                                       |                                       |                                       |                                       |                                       |                                       |

## Programy
Piper Gilles / Paul Poirier
| Sezon   | Taniec rytmiczny (RD) | Taniec dowolny (FD) |
| ------- | --- | --- |

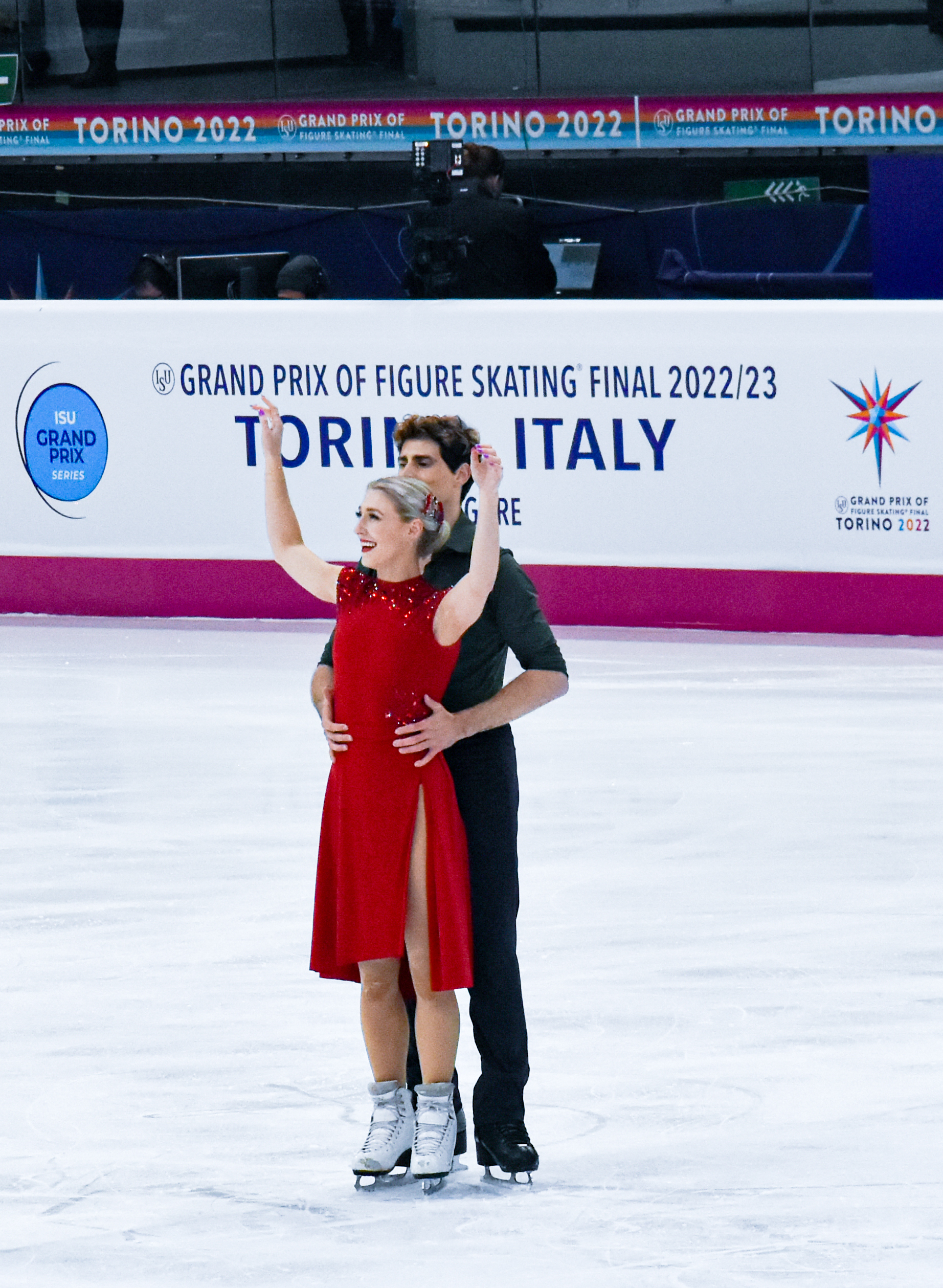
Taniec dowolny Evita w finale Grand Prix 2022

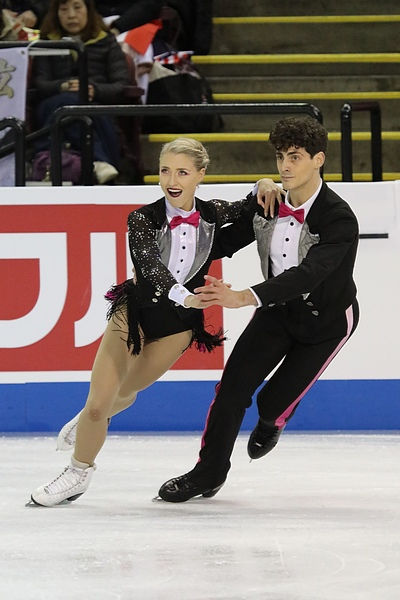
Taniec rytmiczny Mack and Mabel medley (Finnstep) na Skate Canada International 2019

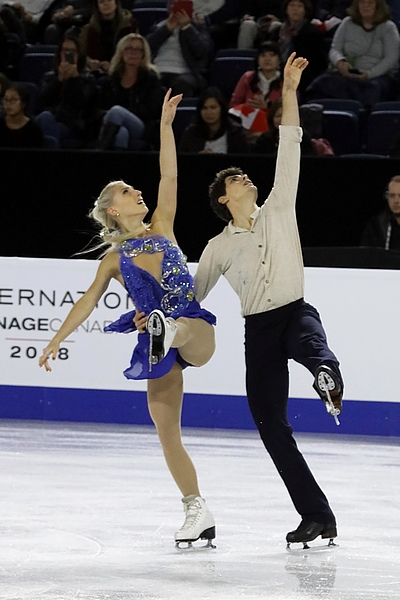
Taniec dowolny Vincent na Skate Canada International 2018

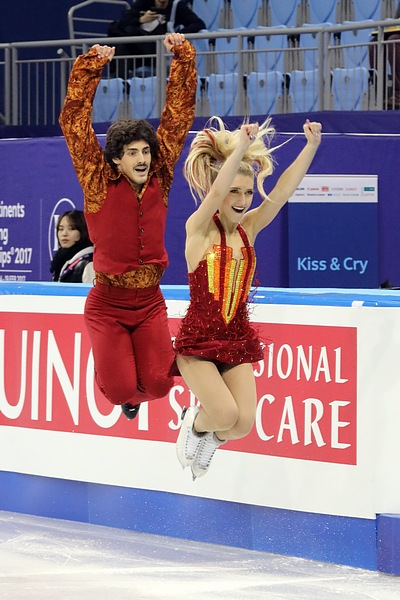
Taniec krótki Disco Inferno (Midnight Blues) na mistrzostwach czterech kontynentów 2017

| 2023–24 | - No More "I Love You's" – The Lover Speaks, David Freeman, Joseph Hughes - Addicted To Love – Robert Palmer choreografia: Alexandra Crenian | - Wichrowe Wzgórza medley – Ryūichi Sakamoto choreografia: Juris Razgulajevs, Carol Lane - Main Theme and End Titles - Switching Sides - Main Theme and End Titles                                                 |
| 2022–23 | - Cha-cha: Do What I Do – Lady Bri - Rumba: Rhythm Only (Rumba 25) – Dancelife Studio Orchestra - Cha-cha: Do What I Do – Lady Bri choreografia: Juris Razgulajevs, Carol Lane | - Evita medley – Andrew Lloyd Webber choreografia: Juris Razgulajevs, Carol Lane - You Must Love Me - A Waltz for Eva and Che - Don’t Cry for Me Argentina                                                         |
| 2021–22 | - Blues: I Guess That’s Why They Call It the Blues – Elton John - Disco: I’m Still Standing – Elton John choreografia: Juris Razgulajevs, Carol Lane | - The Long and Winding Road – Govardo, oryg. The Beatles choreografia: Juris Razgulajevs, Carol Lane |
| 2020–21 | - Mack and Mabel medley: - Marsz: Movies Were Movies – Robert Preston - Fokstrot: Look What Happened to Mabel – Bernadette Peters - Marsz: Entr'acte - Marsz: Tap Your Troubles Away – Jerry Herman choreografia: Carol Lane, Juris Razgulajevs, Jeff Dimitrou                                                     | - Both Sides Now – Joni Mitchell choreografia: Juris Razgulajevs, Carol Lane |
| 2019–20 | - Mack and Mabel medley: - Marsz: Movies Were Movies – Robert Preston - Fokstrot: Look What Happened to Mabel – Bernadette Peters - Marsz: Entr'acte - Marsz: Tap Your Troubles Away – Jerry Herman choreografia: Carol Lane, Juris Razgulajevs, Jeff Dimitrou                                                     | - Both Sides Now – Joni Mitchell choreografia: Juris Razgulajevs, Carol Lane |
| 2018–19 | - Tango Romantica: Angelica's Tango – Piernicola Di Muro choreografia: Juris Razgulajevs, Carol Lane | - Vincent – Govardo, oryg. Don McLean choreografia: Juris Razgulajevs, Carol Lane |
| Sezon   | Taniec krótki (SD) | Taniec dowolny (FD) |
| 2017–18 | - Bossa Nova: Bossa Cubana – Los Zafiros - Mambo: Gopher Mambo – Yma Sumac choreografia: Juris Razgulajevs, Carol Lane | - James Bond medley – John Barry choreografia: Juris Razgulajevs, Carol Lane - Thunderball - Octopussy - Stolen Hearts - Perry Mason Theme – Fred Steiner - Smokey Sax Perry – Hollywood Trailer Music Orchestra   |
| 2016–17 | - Blues: Oh What A Night For Dancing – Barry White, Vance Wilson - Disco: Disco Inferno – Leroy Green, Ron Kersey | - Con Buena Onda – Daniel Lomuto, Ernesto Baffa, Hector M. Acre |
| 2015–16 | - The Beatles medley: - Walc: Lucy in the Sky with Diamonds - Marsz: Norwegian Wood - Walc: Ob-La-Di, Ob-La-Da - Walc: Lucy in the Sky with Diamonds – The Beatles - Marsz: Six German Dances, K. 571, No. 6 – Wolfgang Amadeus Mozart - Walc: Air Pour Les Sauvages (z Les Indes galantes) – Jean-Philippe Rameau | - Saudade medley: choreografia: Juris Razgulajevs, Carol Lane, Piper Gilles, Paul Poirier - She Said – Jorane - Neverland – Takenobu                                                                               |
| 2014–15 | - Paso doble: El Gato Montes - Walc hiszpański: Capriccio Espagnol – Nikołaj Rimski-Korsakow | - A Streetcar Named Desire - Gentlemen Prefer Blondes: Overture - Si tu vois ma mère – Sidney Bechet - Dans les rues d’Antibes – Sidney Bechet                                                                     |
| 2013–14 | - Swing: Just One Dance – Caro Emerald - Quickstep: You Don't Leave Me – Caro Emerald | - Hitchcock medley – Danny Elfman - End Credit - Explosion - The Premiere - Psycho medley – Bernard Herrmann - The Rainstorm                                                                                       |
| 2012–13 | - Mary Poppins medley – Richard M. Sherman, Robert B. Sherman choreografia: Carol Lane, Juris Razgulajevs - Overture - Step in Time | - The Gulag Orchestra – Beirut - I Don’t Think About You Anymore But I Don’t Think About You Any less – Hungry Ghosts - Nicoleta – Fanfare Ciocărlia choreografia: Carol Lane, Juris Razgulajevs, Christopher Dean |
| 2011–12 | - Put It in a Love Song – Alicia Keys, Beyoncé - Magalenha – Sérgio Mendes choreografia: Carol Lane, Juris Razgulajevs | - Pure Imagination – Maroon 5, oryg. Gene Wilder - Sweet Dreams – Eurythmics - Pure Imagination – Glee, oryg. Gene Wilder choreografia: Christopher Dean                                                           |